# コーエイ・リョン
コーエイ・リョン（梁雪湄、Koei Leung Suet-Mei、1977年4月30日 -）は、香港生まれの女優、歌手。身長161cm、体重44kg。星座はおうし座。スターJ&スナッズ・エンターテインメント・グループ所属。
1998年、李思蓓（ズキ・リー、Zuki Li）、任港秀（ジェニー・ヤム、Jenny Yam）、姚楽怡（シャーミング・イウ、Sherming Yiu）とともにバンド「電波少女（後に「愛心少女」と改名）」を結成するも、解散。その後、俳優業や司会者として活躍。また、自身がイメージキャラクターを務める星妍美容センターの大株主でもある。

## 出演作品

### テレビドラマ
- 真情（1995年、TVB）- 梁嘉慧 役
- 笑傲江湖（1996年、TVB） - 儀玉 役
- 五個醒覚的少年（1996年、TVB） - 高琪 役
- 900重案追凶（1996年、TVB） - Karin 役
- 廉政行動組（1996年、TVB）
- 楽壇挿班生（1997年、TVB） - 吉記者 役
- 刑事偵編档案III（1997年、TVB） - Emily 役
- 鑑證実録（1997年、TVB） - 孔永君 役
- 保護證人組（1997年、TVB）
- 陀槍師姐（1998年、TVB） - 陳四喜 役
- 掃黄先鋒（1998年、TVB） - 阿玉 役
- 布袋和尚（1999年、TVB） - 村民役
- 陀槍師姐II（2000年、TVB） - 陳四喜 役
- 金装四大才子（2000年、TVB） - 冬香 役
- 陀槍師姐III（2001年、TVB） - 陳四喜 役
- 棟篤神探（2004年、TVB） - 程情 役
- 御用閑人（2004年、TVB） - 画眉 役
- 街市的童話（2004年、TVB）
- 積金創未来（2005年、RTHK）
- 高朋満座（2006年、TVB）
- 通天幹探（2007年、TVB）
- ID精英（2009年、TVB） - Joanna 役

### 映画
- 呢個乜野場
- 龍虎列伝I
- 龍虎列伝III
- 魔鬼教師

### 番組司会
- 師奶你好野（2009年、ATV）
- 時尚生活Guide（2009年、ATV）
- 通識小学堂（2009年、ATV）

### バラエティ番組
- 残酷一叮（2005年、TVB）
- 瀛珍大作戦（2006年、TVB）
- 星級厨房（2007年、TVB）

### ミュージックビデオ
- 李克勤（ハッケン・リー）「留多一分鐘」
- 謝霆鋒（ニコラス・ツェー）「如果只得一星期」
- 許志安（アンディ・ホイ）「二人行一日後」
- 蘇永康（ウィリアム・ソー）「其実我很担心」

## 広告
- Image Ambassador
- 星妍美容センター